# Nokia Lumia 625
Nokia Lumia 625 là điện thoại Nokia Lumia màn hình lớn với 4.7-inch IPS LCD WVGA (480x800) và hỗ trợ 4G, chạy Windows Phone. Nó được ra mắt ngày 23 tháng 7 năm 2013. Nó lên phiên bản cập nhật cuối cùng của Windows Phone 8, tên là GDR3, còn được biết đến như bản cập nhật 'Black' của Nokia (trừ một số tính năng). Nó có những chức năng từ Nokia Lumia 1520, Lumia 1020 và Lumia 925. Giá niêm yết là €220 hoặc £200 ở châu Âu. $300–$350 CAD  Nó sẽ được phát hành ở Trung Quốc, châu Âu, châu Á, Ấn Độ, Trung Đông, châu Phi và châu Mỹ La Tinh, bắt đầu vào tháng 9.
Nó hiện có sẵn trên Telus Mobility của Canada, và sớm ở Rogers Mobility.

## Thông số kỹ thuật/tính năng
Tính năng:
- Hỗ trợ bộ nhớ mở rộng lên đến 64 GB thông qua thẻ microSD
- Chọn màu - đen, trắng cộng với màu nhẹ của cam, xanh, vàng
- Signature Camera Apps - Smart Cam, Cinemagraph và Panorama
- FM Radio

Nó có mật độ điểm ảnh thấp nhất trong một số điện thoại thông minh gần đây, nó sử dụng Windows Phone 8 độ phân giải chuẩn (800×480) nhưng sử dụng màn hình lớn. Vì vậy màn hình sẽ không hiển thị sắc nét.
RAM 512 MB RAM mặc dù không thể chạy một số trò chơi cao cấp và có thể hỗ trợ đủ đa nhiệm cho người dùng.

## Liên kết
Tư liệu liên quan tới Nokia Lumia 625 tại Wikimedia Commons
- Trang chủ chính thức Lưu trữ ngày 27 tháng 8 năm 2014 tại Wayback Machine